# Fernando Merino Villarino
Fernando Merino Villarino, I Comte de Sagasta (Lleó, 1860 - 1 de juliol de 1929) fou un advocat i polític espanyol, va ser ministre de Governació durant el regnat d'Alfons XIII.
Gendre de Sagasta, raó per la qual detenia el títol de comte de Sagasta, va ser membre del Partit Liberal amb el que va participar en les successives eleccions de 1891 a 1923 obtenint acte de diputat al Congrés dels Diputats pel districte de La Vecilla (Lleó).
Fou ministre de Governació entre el 9 de febrer de 1910 i el 2 de gener de 1911 en un gabinet que va presidir Canalejas.
També fou governador civil de Madrid i governador del Banc d'Espanya dos cops: entre 1906 i 1907, i entre 1909 i 1910.